# Power Grid
Power Grid é a versão americana do jogo de tabuleiro no estilo alemão Funkenschlag em uma segunda versão, projetado por Friedemann Friese e com sua primeira versão lançada em 2004. Power Grid é originalmente publicado pela Rio Grande Games.
Durante a partida, cada jogador representa uma companhia de energia elétrica dona de várias usinas elétricas e tenta suprir eletricidade para todas as suas cidades. No decorrer do jogo, todos deverão fazer lances para adquirir tais usinas, comprar recursos para produzir a eletricidade, expandir as cidades através da construção de casas e no final, energizar o número máximo de casas para coletar dinheiro.

## Jogo

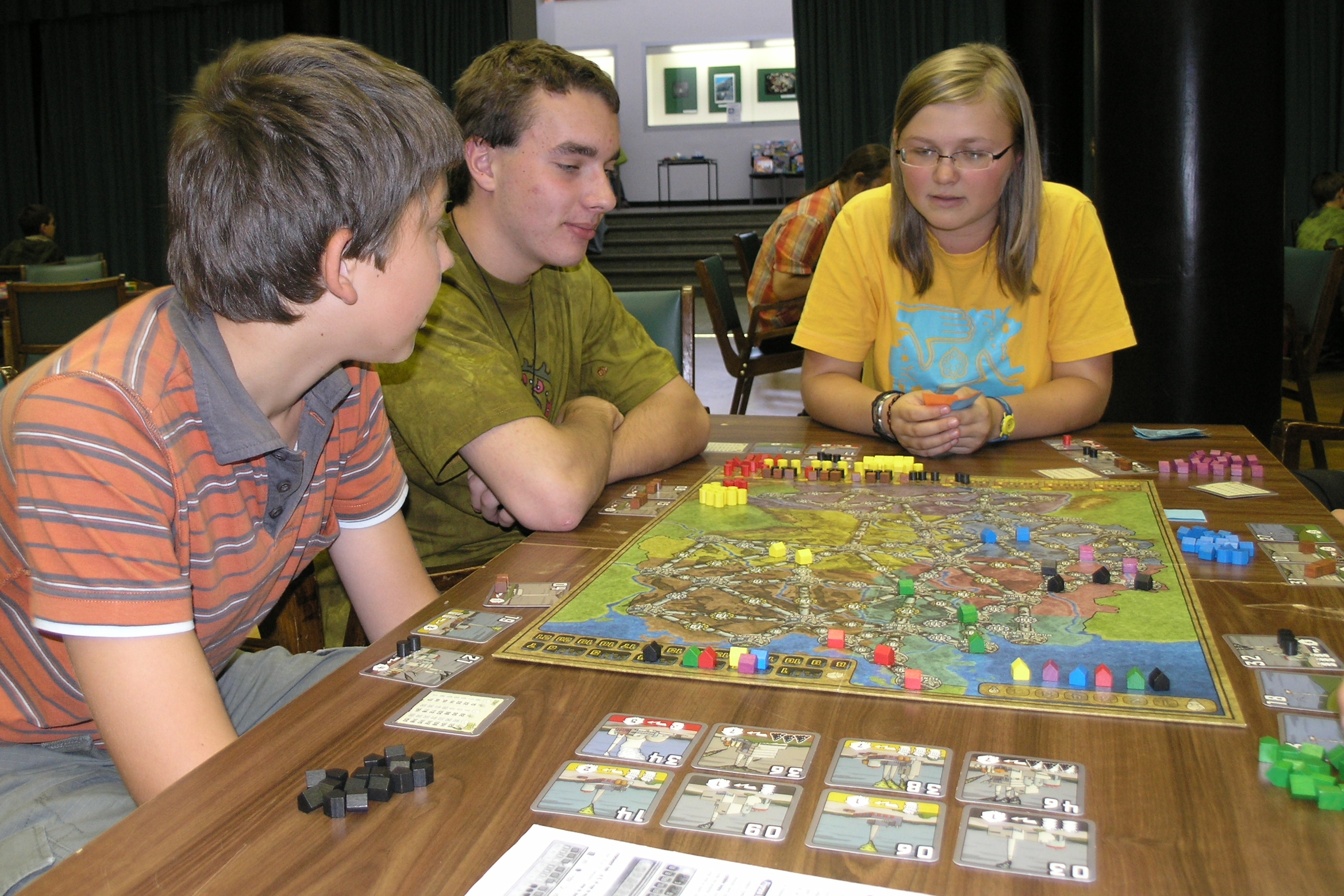
Power Grid

O jogo vem com um mapa de dois lados contendo o mapa dos Estados Unidos da América em um dos lados e a Alemanha no outro. Cada mapa possui seis regiões com cidades e interconexões entre elas que possuem custos variados. O número de regiões ativas no jogo depende da quantidade de jogadores na partida. A disposição do mapa é um elemento chave na estratégia do jogo, pois algumas áreas possuem custos de conexão mais altos se comparados com outras áreas do mesmo mapa.
O jogo termina quando um dos jogadores constrói um determinado número de cidades e quando a usina denominada "Etapa 3" é sacada do baralho. A partir deste momento, a última rodada é ativada. Ganha o jogo aquele que conseguir na última rodada suprir eletricidade para o maior número de cidades. Os critérios de desempate por ordem são quantidade de dinheiro e maior número de cidades construídas.

### Fases
O jogo corre em rodadas, e cada rodada consiste nestas 5 Fases:
Fase 1Determinar Ordem dos Jogadores: A ordem de jogador dentro dos turnos é decidido baseado na quantidade de cidades que cada jogador construiu. A ordem é decrescente, e o jogador com mais cidades é o primeiro a jogar. Caso um ou mais jogadores tenham a mesma quantidade de cidades construídas, o critério de desempate é o valor inicial da usina mais alta de cada jogador(o valor impresso na carta, e não o valor pago em leilão). A exceção é o inicio do jogo, onde a ordem é constituída de forma aleatória, e rearranjada após o primeiro leilão.
Fase 2Leiloar Usinas de Energia: A ordem dos turnos define quem inicia na rodada de leilão. O primeiro jogador pode escolher uma usina, define o preço que deseja pagar inicialmente nela (que pode ser igual ao valor impresso na carta de usina ou superior) e os jogadores seguem dando lances no sentido horário até que alguém vença com o maior valor. Assim que uma usina é comprada, uma nova é sacada da pilha e as usinas são reordenadas por valor inicial, e as quatro mais baratas sempre compõem o mercado atual. As quatro usinas mais caras ficam em uma linha inferior demonstrando o mercado futuro e a expectativa das usinas que poderão fazer parte do mercado. Esta fase segue até que todos os jogadores tenham comprado ao menos uma usina, ou tenham passado sua vez de iniciar um leilão, não podendo dar lancem em leilões iniciados por outros jogadores. O último jogador a comprar uma usina(podendo ser o último da ordem de jogador ou alguém que perdeu seu próprio leilão iniciado) irá comprar uma usina pelo valor mínimo já que os outros jogadores que adquiriram usinas não poderão dar lances. A maioria das usinas requer um ou a combinação de dois dos seguintes recursos: carvão, óleo, lixo ou urânio. Usinas de energia eólica e energia solar não requerem a aquisição de recursos, produzindo uma energia limpa.
Fase 3Comprar Recursos: Seguindo a ordem inversa da definida na fase 1, os jogadores podem comprar recursos para suas usinas. Jogadores podem comprar apenas recursos que possam usar, e cada usina pode armazenar o dobro do número de recursos exigidos para gerar energia. Um exemplo é uma usina que funciona com dois de óleo, e pode armazenar quatro unidades deste recurso. Conforme os recursos são comprados, eles se tornam mais caros portanto, a pessoa que foi a última na fase 2 poderá comprar recursos no seu valor mais baixo durante a rodada. Parte da estratégia do jogo também envolve a manipulação do mercado e compra de recursos para gerar estoque e encarecer tal recurso para os outros jogadores.
Fase 4Construir Casas: Ainda em ordem inversa a definida na fase 1, os jogadores podem construir cidades. Durante a primeira rodada o jogador pode escolher construir cidades em qualquer região que não está ocupada. Um jogador pode continuar a expandir e construir pagando o custo de construção da cidade somado ao custo da conexão ou conexões utilizadas até chegar em determinada cidade. Nenhum jogador pode utilizar mais que um espaço de construção em cada cidade. O valor da construção inicial é de 10 Eketros(moeda fictícia do jogo), e é o único espaço disponível durante a Etapa 1. Quando a Etapa 2 é ativada, o segundo espaço custando 15 Elektros é disponibilizado em todas as cidades, e na Etapa 3, o último espaço é disponibilizado durante a última rodada e custa 20 Elektros.
Fase 5Burocracia: Durante esta fase, os jogadores gastam os recursos adquiridos para energizar suas cidades e receber lucros (Elektros) baseado na quantidade de cidades energizadas. Os recursos disponíveis são reabastecidos baseados na quantidade de jogadores e Etapa atual do jogo. E finalmente, a usina de maior valor é descartada e colocada na parte inferior da pilha de usinas a serem sacadas (isto muda na Etapa 3).

### Etapas
O jogo é dividido de forma macro em 3 "Etapas". Elas são ativadas durante o jogo, alterando fatores nas 5 Fases descritas acima. 
Etapa 1Durante a Etapa 1 (o jogo começa nela), 8 usinas estão visíveis aos jogadores e ordenadas de acordo com seus valores numéricos da menor até a maior. A primeira linha contém as usinas de menor valor numérico e é denominada de mercado atual, enquanto a segunda linha é denominada mercado futuro. Durante a primeira etapa, apenas um espaço está disponível para construção em cada cidade.
Etapa 2A Etapa 2 é ativada quando um jogador constrói um numero determinado de cidades e este número de cidades é definido pela quantidade de jogadores. Ao entrar na Etapa 2 a usina de menor valor é removida (esta ação ocorre apenas uma vez ou em rodadas onde nenhuma usina é comprada). Adicionalmente, o segundo espaço de construção é disponibilizado em todas as cidades. Por último, a taxa de reposição dos recursos é alterada.
Etapa 3A Etapa 3 é ativada quando a carta Etapa 3 é retirada da pilha de usinas. A carta Etapa 3 é inicialmente colocada abaixo da lista de usinas. Na Etapa 3, novamente, a usina de menor valor é removida e uma nova é revelada da pilha de usinas para substituí-la. O mercado ativo é então constituído das 6 usinas restantes e todas estarão disponíveis para lances de leilão. O restante da pilha de usinas é embaralho para compor as usinas que podem ser sacadas em reposição a usinas compradas.
- Caso a carta Etapa 3 seja sacada durante a Fase 2, resolve-se o leilão com reposição normal de usinas mantendo a carta Etapa 3 como a usina de maior valor até que, no início da Fase 3 a carta Etapa 3 é descartada juntamente com a usina de menor valor. A Etapa 3 começa a valer com as 6 usinas sendo o mercado ativo.
- Caso a carta Etapa 3 seja sacada durante a Fase 5, a última reposição de materiais é feita usando a tabela da Etapa 2, e no início da próxima rodada a Etapa 3 começa, seguindo a regra das 6 usinas no mercado ativo.

## Funkenschlag
No jogo original chamado Funkenschlag os jogadores desenhavam suas redes de energia usando giz de cera ao invés de jogar em um mapa fixo. Esta funcionalidade (e outras) foi removida quando Friedmann Friese refez o jogo. O novo jogo ainda se chama Funkenschlag no mercado alemão, mas é vendido em outros países usando diversas traduções do termo "Power Grid".

## Edições
Apesar do jogo estar disponível em diversos mercados sob diversos nomes, a forma de jogar permanece a mesma. Algumas edições, contudo, oferecem pequenas alterações na experiência de jogo por embarcarem mapas que não são padrão.

### Funkenschlag/Power Grid
As edições americana e alemã nestes títulos são virtualmente idênticas e possuem o mesmo mapa duplo Alemanha + USA. Algumas diferenças são consequências não intencionais de traduções do alemão para o inglês, e a maioria dos erros foram corrigidos pela Rio Grande Games nas novas edições.

### Funkenschlag: EnBW Edition
Esta edição foi publicada em 2007 como um jogo promocional da EnBW, uma empresa de energia elétrica do estado de Baden-Württemberg na Alemanha. O mapa difere da versão original pela cidade de Karlsruhe (localização da sede da EnBW) aparecer no lugar da cidade de Mannheim. O segundo mapa incluído no jogo não faz parte de qualquer outra versão, e mostra o estado de Baden-Württemberg. Nesta versão a etapa de determinação de ordem de jogador vem depois dos leilões, invertendo a primeira e a segunda etapa em ordem. Uma pequena diferença foi implementada nas cartas de usinas: Há apenas 41 cartas e não 42 como no jogo original já que a carta #29 está ausente nesta versão.

### Vysoké napětí
Versão Checa/Eslováquia que inclui um mapa da Europa Central e o mapa da Alemanha.

### Mégawatts
Edição francesa com o mapa da França (vindo da expansão França/Itália) e um novo mapa exclusivo desta versão: Quebec. O mapa de Quebec faz mais uso de usinas de energias renováveis para representar a grande disponibilidade de hidrelétricas nesta região.

### Outras Edições
O Power Grid também está disponível em Polonês, Italiano, Espanhol, Alemão, Chinês, Coreano, Português e Japonês. Enquanto estas edições trazem os mapas originais Alemanha + USA (sendo uma tradução da versão original e não uma nova edição), cada versão trata com suas editoras locais para publicar uma versão de expansão com o mapa do país onde o jogo foi lançado.

### 10th Anniversary Deluxe Edition
Esta edição foi lançada em 2014 trazendo um novo design nas peças de madeira e cartas, um mapa duplo com a Europa em um dos lados e a América do Norte no outro. O jogo também substitui o recurso do lixo pelo gás natural.

## Expansões
Todas as expansões precisam do jogo original para serem jogadas. Algumas delas não estão disponíveis no Brasil, ou não foram traduzidas pela Galápagos Jogos.

### #1: França/Itália
A expansão France & Italy Expansion(França e Itália em tradução livre) foi publicada em 2005. Esta expansão possui um mapa de dois lados com a França e a Itália. Além dos mapas novos, pequenos detalhes nas regras foram editados para refletir a cultura destes dois países. A França, país que está abraçando a energia nuclear, possui usinas nucleares no início da partida e mais urânio disponível no mercado inicial. A Itália possui menos carvão e óleo nos recursos, porém possui mais lixo.

### Prêmios
2005
- Games Magazine Games 100
- Spiel des Jahres Recomendado

2004
- International Gamers Awards Nominado a Melhor Jogo de Estratégia
- Meeples' Choice Award Top 3 de 2004